# 谢加·凯普尔

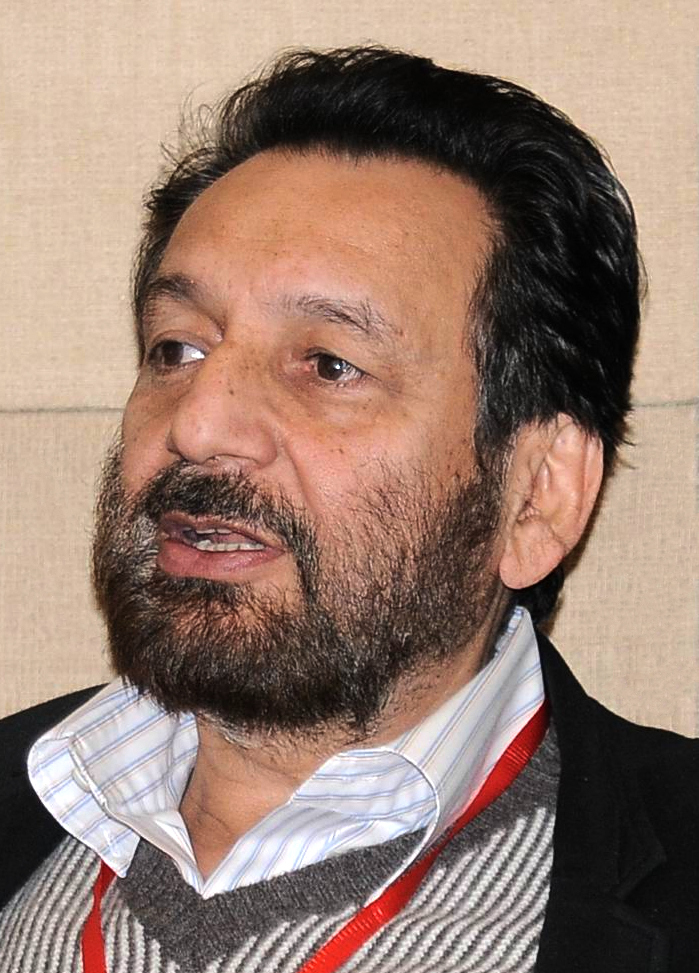
谢加·凯普尔

谢加·凯普尔 (Shekhar Kulbhushan Kapur，1945年12月6日—) 是一位印度电影制片人。 他曾拿過英国电影学院奖、印度國家電影獎、國家評論協會和三项印度電影觀眾獎，此外还获得过金球獎提名。
他拍的電影曾在第47屆坎城影展以及愛丁堡國際藝穗節上展映。  